# Cansano
Cansano (IPA: /kansaˈno/, ; Canẓánə in dialetto abruzzese) è un comune italiano di 235 abitanti della provincia dell'Aquila in Abruzzo.
Sorto come feudo e torre d'avvistamento nel Medioevo, si è esteso prevalentemente tra il XIX e il XX secolo, a seguito del terremoto della Maiella, verificatosi nel 1706. Facente parte del parco nazionale della Maiella, è noto per la scoperta del villaggio romano di Ocriticum, divenuto parco archeologico.

## Geografia fisica

### Territorio

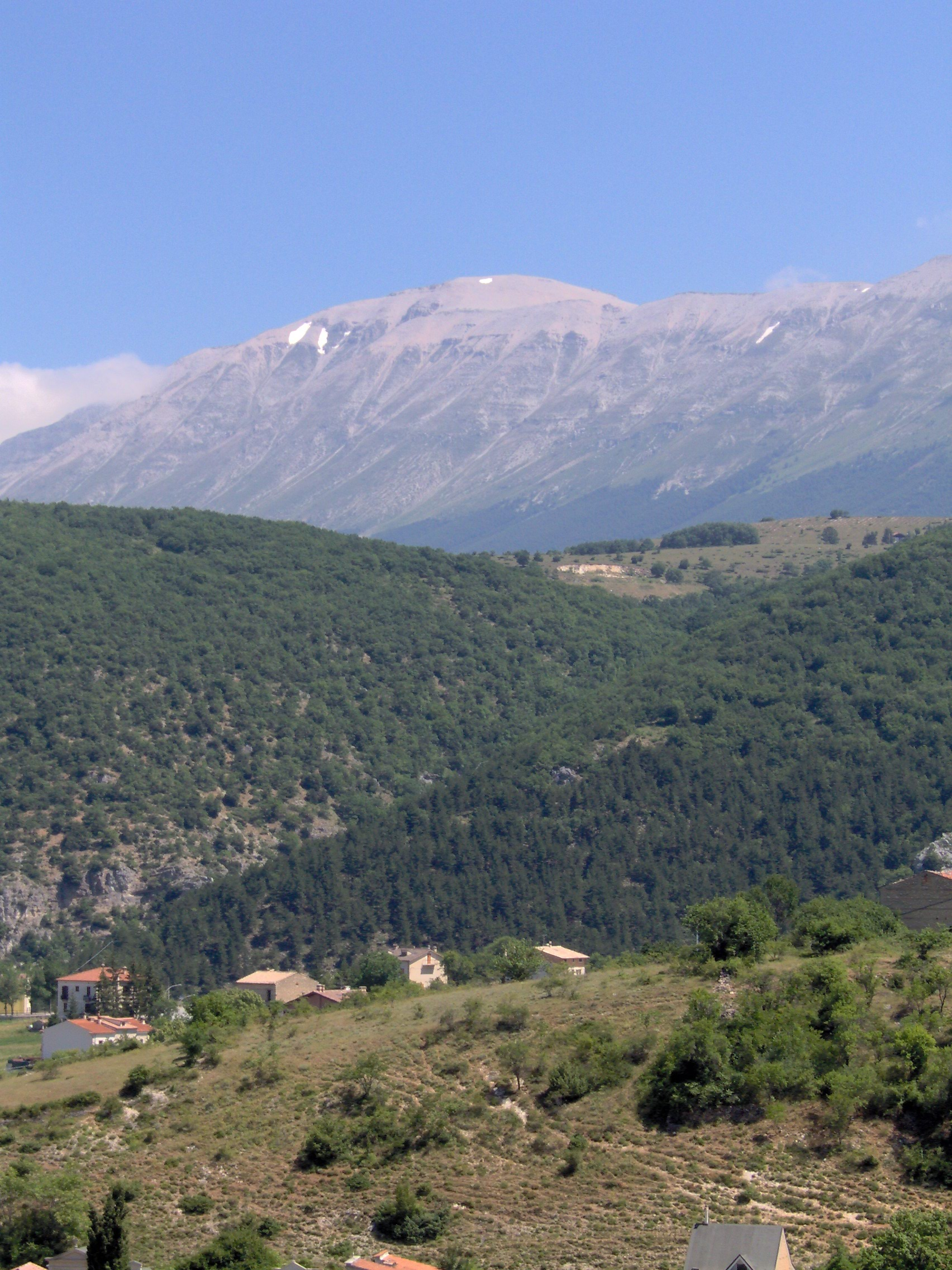
La Maiella e le campagne circostanti Cansano nei pressi del colle della stazione ferroviaria

Collocato nel margine sud-orientale della Valle Peligna, il territorio di Cansano presenta un dislivello compreso tra un minimo di 615 m s.l.m. e un massimo di 1775 m s.l.m., originandosi dai declivi nord-occidentali di uno dei rilievi meridionali del massiccio della Maiella, il monte Porrara, che degradano dal Quarto Santa Chiara al piano Cerreto, formando i confini di est e sud-est rispettivamente con i comuni di Campo di Giove e Palena. La cresta di Pietramaggiore lo separa a sud-ovest da Pettorano sul Gizio e Pescocostanzo, mentre a nord la valle della Difesa ne segna i confini con Sulmona e Pacentro. L'abitato è posto alla quota di 835 m s.l.m. lungo i pendii di una rupe, con gli edifici rivolti a mezzogiorno.
Geologia e morfologia
Il territorio è formato da strati calcarei di calcilutiti e calcareniti avana e biancastri, con lenti di bauxite del Giurassico e del Cretacico nella porzione superiore, e da calcari micritici e calciruditi associati a bioclastiti del Turoniano e del Paleocene. A tali formazioni sono frapposti arenarie micacee e argille siltose del Miocene, oltre a sabbie, limi e detriti, mentre terreni colluviali, conoidi ed eluviali rivestono doline e depressioni dell'Olocene aventi origine carsica e tettonica.

### Clima
La posizione di Cansano all'interno dell'entroterra abruzzese fa sì che sia caratterizzato da un clima continentale che si mantiene tuttavia salubre. La classificazione climatica lo pone in "zona E", con 2 783 GG. Le estati sono calde e soleggiate e gli inverni freddi e nevosi, con temperature che possono raggiungere i −7 °C. Di seguito è riportata una tabella riassuntiva dei principali dati climatici del comune, secondo le stime del NOAA:
| Cansano            | Mesi | Mesi | Mesi | Mesi | Mesi | Mesi | Mesi | Mesi | Mesi | Mesi | Mesi | Mesi | Stagioni | Stagioni | Stagioni | Stagioni | Anno |
| Cansano            | Gen  | Feb  | Mar  | Apr  | Mag  | Giu  | Lug  | Ago  | Set  | Ott  | Nov  | Dic  | Inv      | Pri      | Est      | Aut      | Anno |
| ------------------ | ---- | ---- | ---- | ---- | ---- | ---- | ---- | ---- | ---- | ---- | ---- | ---- | -------- | -------- | -------- | -------- | ---- |
| T. max. media (°C) | 6    | 9    | 12   | 16   | 21   | 24   | 27   | 27   | 23   | 18   | 11   | 6    | 7        | 16,3     | 26       | 17,3     | 16,7 |
| T. media (°C)      | 1,0  | 3,0  | 5,5  | 9,0  | 13,5 | 17,0 | 19,5 | 19,0 | 15,5 | 11,0 | 5,5  | 1,5  | 1,8      | 9,3      | 18,5     | 10,7     | 10,1 |
| T. min. media (°C) | −4   | −3   | −1   | 2    | 6    | 10   | 12   | 11   | 8    | 4    | 0    | −3   | −3,3     | 2,3      | 11       | 4        | 3,5  |

## Origini del nome
Il nome di Cansano ha origine prediale e fa quindi riferimento, in latino, a un "fundum Cantianus" o "fundum Canziani", ossia a un "fondo di un Cantius o Antius". Nei documenti del Medioevo, come bolle e decime, il toponimo appare scritto con all'interno sia la consonante minuscola "z" che la "s" e nella prima metà del XIX secolo viene utilizzata solo la "z" con l'aggiunta di "Peligno" ("Canzano Peligno") per rimarcarne la sua posizione all'interno della Valle Peligna, in provincia dell'Aquila, e per distinguerlo da "Canzano Pretuzio", vale a dire dal contemporaneo Canzano in provincia di Teramo, abitato in epoca italica dal popolo dei Pretuzi, per poi tornare infine alla denominazione italiana in uso di "Cansano", con la sola "s". La sua forma in dialetto abruzzese è "Canẓánə".

## Storia
Il territorio venne popolato durante gli Italici da parte dei Peligni, che in località Zeppe-Pandaro, fondarono la città di Ocriticum, di cui permangono i resti. Dopo la caduta dell'Impero romano d'Occidente, che aveva conquistato anche il villaggio, mettendolo sotto la municipalità di Sulmona, nel Basso Medioevo, a causa delle invasioni saracene ed ungare, Ocriticum si spopolò e gli abitanti fondarono intorno al IX secolo una rocca presso un promontorio montuoso più ad est. Si sviluppò così il nuovo feudo, che fu oggetto di varie contese nel XIV secolo da parte della famiglia Cantelmo, che governava Popoli, e di Giacomo Caldora, che ambiva a governare anche Campo di Giove e Pacentro. Nel 1421 il capitano di ventura Braccio da Montone occupò il paese per ridurlo all'obbedienza verso la regina del Regno di Napoli Giovanna II d'Angiò-Durazzo e successivamente il re Alfonso V d'Aragona la riassegnò ai Cantelmo.
Nel XV-XVI secolo Cansano fu feudo degli Acquaviva di Atri, che lo ebbero fino al XVIII secolo, quando passò ad altre famiglie, sino ai rivolgimenti politici di fine secolo. Anche Cansano, come i borghi circostanti e in particolare Sulmona, verso la fine del 1706 fu sconquassata dal terremoto della Maiella, che provocò distruzione e morti. Nel 1933 fu colpito da un altro terremoto, che fece sparire ciò che rimaneva dell'antico castello (alcune mura e qualche torre) e franare a valle la parte più alta del cocuzzolo montuoso, ragion per cui l'abitato si è spostato più a valle, intorno a piazza XX Settembre.

### Simboli
Lo stemma e il gonfalone in uso sono stati concessi con il DPR del 6 novembre 1997, emesso dal presidente della Repubblica Italiana Oscar Luigi Scalfaro. Il profilo araldico dello stemma è il seguente:
Il gonfalone è un drappo partito di bianco e di rosso.

## Monumenti e luoghi d'interesse

### Architetture religiose
Chiesa madre di San Salvatore
Intitolata al salvator mundi e detta quindi anche chiesa madre del Santissimo Salvatore, è la più antica ed è stato l'edificio religioso principale del paese fino al XX secolo, quando è stata sostituita nella funzione dalla chiesa di San Rocco. Fu menzionata infatti per la prima volta in una bolla di papa Lucio III del 1183, racchiusa nelle mura del castello. La costruzione, di dimensioni limitate, fu riedificata verso l'anno 1300 e subì poi un trentennale periodo di completo rifacimento in tre navate a seguito dei pesanti danni subiti con il terremoto della Maiella, verificatosi nel 1706, così com'è impresso nella facciata. Al suo interno sono presenti un battistero quattrocentesco, un ambone ligneo e delle tele collocate sugli altari laterali, mentre dopo la seconda guerra mondiale è andato perso un incensiere in argento realizzato dagli orafi sulmonesi nel XV secolo.
Chiesa di San Nicola di Bari
Costruita nel XIII secolo al di fuori del centro abitato, sopra un sepolcreto dell'età del ferro, e menzionata per la prima volta in una bolla di papa Onorio III del 1223, è stata officiata al culto di san Nicola di Bari. Di aspetto campestre, presentava al suo interno degli affreschi raffiguranti i dodici apostoli, realizzati verso la fine del XIII secolo e completamente ricoperti con la fase di ricostruzione dell'edificio che ebbe termine nel 1909 e che portò all'esecuzione, nel soffitto della navata centrale, di un rilievo in stucco raffigurante il santo della chiesa a protezione dei minatori, opera dei fratelli e stuccatori aquilani Berardino e Giovanni Antonio Feneziani.
Chiesa di San Donato
Realizzata nel XVIII secolo al di fuori del paese, nei pressi del cimitero, e dedicata all'omonimo santo, è di piccole dimensioni, avendo al suo interno un'unica navata. Presenta nella facciata, al di sopra del portale, una lunetta di coronamento contenente un quadretto con le anime santificate del Purgatorio.
Chiesa di San Rocco
Consacrata a san Rocco ed ubicata in piazza XX Settembre, dal XX secolo, epoca di sua edificazione, è l'edificio religioso principale del paese, prendendo il posto, nelle funzioni religiose, della chiesa madre di San Salvatore. L'interno è a tre navate e contiene delle tele novecentesche.

### Architetture civili
Castello
Ubicato nella parte antica del paese, sorse durante il Medioevo per iniziativa del feudatario locale, il conte Manerio di Palena, sviluppandosi attorno al mastio, del quale permangono le mura di sostegno, fungente in origine da torre d'avvistamento. Nel corso del tempo le ali del castello hanno subito vari rimaneggiamenti e nel XVIII secolo sono divenute abitazioni civiche. Fu abitato, nell'ordine, in età medievale principalmente dalle famiglie Acquaviva, Cantelmo e Procida, e in età moderna dalle famiglie Belprato e Di Capua.
Rifugio Il Majo
Rifugio più vicino al paese, è tinteggiato di rosa ed è posto in radura boscosa nei pressi di una fonte, all'altezza di 1125 m s.l.m., in località Coppo del Diavolo.

### Altro
Piazza XX Settembre è l'unica presente in paese e nella quale sono posti la principale chiesa di San Rocco e il monumento ai caduti della prima guerra mondiale, inaugurato nel 1925; ebbe origine agli inizi del XX secolo e il suo nome ricorda la presa di Roma dei bersaglieri guidati dal generale Raffaele Cadorna nei confronti dello Stato Pontificio, avvenuta in tale giorno del 1870.

### Siti archeologici

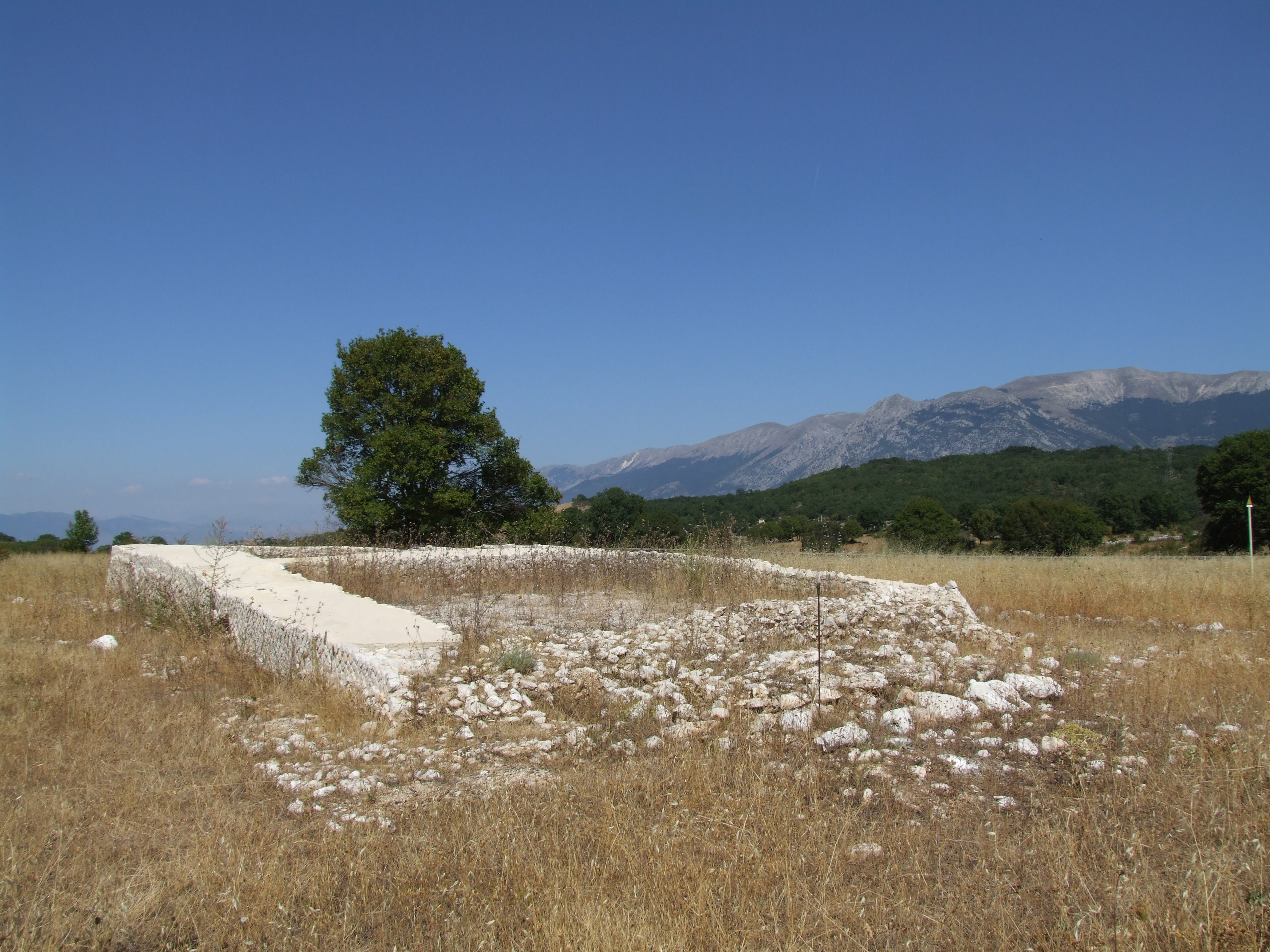
Tempio romano di Ocriticum consacrato a Giove

Ocriticum
Collocato appena fuori dal paese, in zona Tavuto-Pantano, il parco archeologico è stato inaugurato nel 2004. I primi scavi, effettuati nel 1992, hanno portato alla luce i resti di un antico centro romano, soprattutto in ambito religioso. L'area archeologica comprende due templi, consacrati l'uno a Giove e l'altro ad Ercole, il primo romano ed il secondo italico, ed un sacello delle divinità femminili Cerere e Venere. Inoltre nell'area sono presenti anche le rimanenze di un centro abitato e di un impianto per la produzione della calce. Si è risaliti al nome Ocriticum mediante una stele funeraria ritrovata nei pressi della zona templare, sulla quale si legge "sex(to) paccio argynno cultores jovis ocriticani p(osuerunt)" ("i sacerdoti ocriticani di Giove posero a Sesto Paccio Arginno"). Numerosi gli oggetti ex voto rinvenuti, conservati in paese nel centro di documentazione Ocriticum e presso i musei archeologici di Chieti e Sulmona.

### Aree naturali
Parco nazionale della Maiella
Cansano fa parte del parco nazionale della Maiella, situato in una posizione idonea per l'escursionismo. Nel territorio si accede a diverse riserve naturali, come il bosco di Sant'Antonio, al confine con Pescocostanzo, e il monte Genzana e Alto Gizio, nel comune di Pettorano sul Gizio, o tramite sentieri ci si dirige verso il piano Cerreto, il colle Ciavarelli e i monti Mitra e Pizzalto.

## Società

### Evoluzione demografica
Abitanti censiti

### Etnie e minoranze straniere
Secondo i dati dell'ISTAT, al 31 dicembre 2021 la popolazione straniera residente ammonta a 21 persone, pari al 10,2% della popolazione residente a Cansano.

### Lingue e dialetti

I dialetti abruzzesi nel sistema dei dialetti meridionali intermedi

Il dialetto cansanese ricade nel sistema dei dialetti meridionali intermedi, nell'area linguistica dell'abruzzese occidentale, che subisce l'influenza di quella dell'abruzzese orientale adriatico.

### Tradizioni e folclore
Come da tradizione, il 24 giugno la statua del patrono san Giovanni Battista viene portata in processione nelle principali strade cittadine fino ad arrivare alla chiesa di San Rocco per lo svolgimento della santa messa; il suo culto risale già a prima del XVIII secolo, quando dava il nome originario ad uno degli edifici religiosi del paese.
I tradizionali costumi popolari tipici sono praticamente identici a quelli della vicina Campo di Giove e comprendono quindi per l'uomo cappello ornato di fiori, lacci e penne, corpetto a giacca, calzoni corti e calze bianche e per la donna fazzoletto bianco posto a triangolo nel capo, grembiule con dentro un busto a maniche lunghe e gonnella a pieghe larghe e con nastro colorato nel balzo, mentre ai piedi entrambi portano un pezzo di cuoio, stretto con cordicelle; tali vesti continuano ad essere indossati in particolari occasioni.

## Cultura

### Musei
In piazza XX Settembre vi è il centro di documentazione Ocriticum, inaugurato nel 2004, che contiene una mostra permanente sull'emigrazione, oltre a oggetti ex voto rinvenuti nel parco archeologico di Ocriticum.

### Cucina
La cucina cansanese fa uso di prodotti dell'agricoltura e dell'allevamento locali, quali legumi vari, carni di agnello e capretto, pecorini, prosciutti affumicati e ricotte di capra, e del territorio circostante, come funghi, orapi e tartufi. Dei legumi, i ceci vengono impiegati come condimento nella pasta o nella zuppa alla pastora; altri primi piatti sono gli gnocchi col ragù di castrato, i maccheroni alla chitarra, la polenta allo spianaturo, cucinata nel periodo invernale, e i ravioli con la ricotta. Le verdure selvatiche del territorio sono utilizzate come ingrediente in ricette come la pizza e fuij e il pan cotto. Tra i dolci, vi sono la pizza dolce e le pizzelle.

## Infrastrutture e trasporti

### Strade
Il centro abitato è attraversato dalla strada provinciale 12 Frentana che la collega a nord-ovest, dopo aver percorso un breve tratto di strada statale 487 di Caramanico Terme, con Pacentro e Sulmona, con possibilità poi di raggiungere tramite altre strade Pettorano sul Gizio, e a est con Campo di Giove e, dopo essere confluita nella strada statale 84 Frentana ed aver oltrepassato il valico della Forchetta, con Palena. Dalla SP 12 si dirama a sud la strada provinciale 55 di Pescocostanzo, in direzione, appunto, di Pescocostanzo.

### Ferrovie

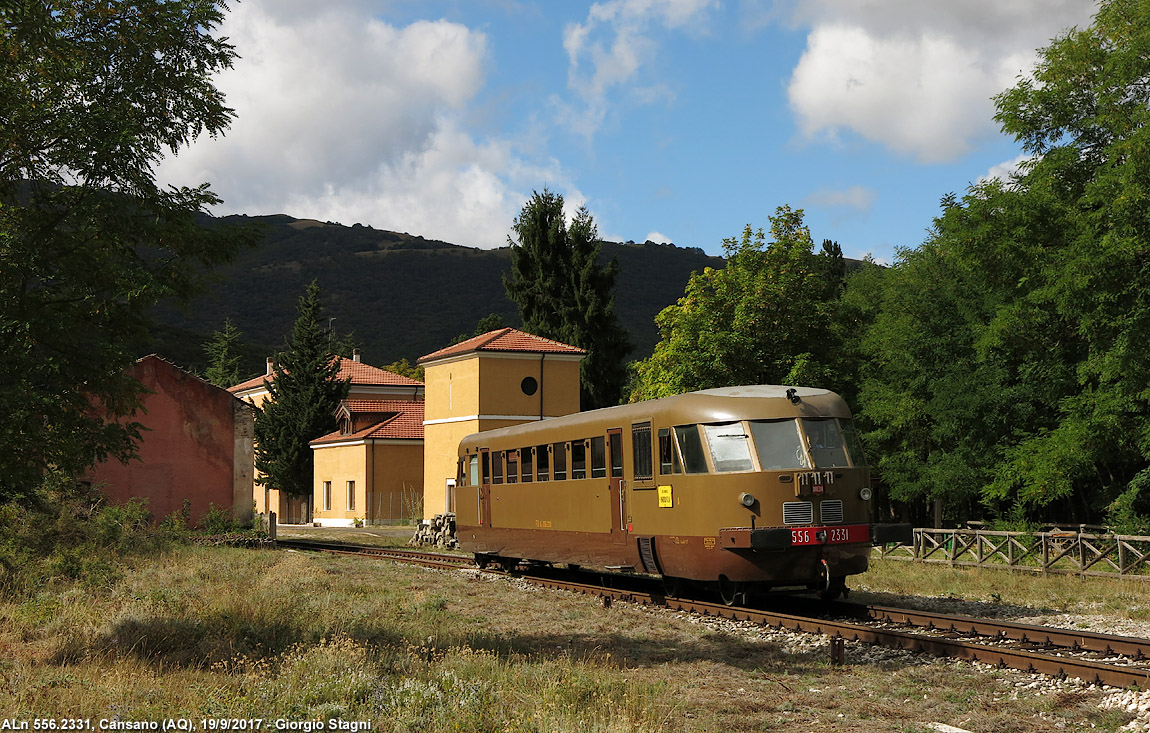
Stazione di Cansano

La stazione di Cansano insiste sulla ferrovia Sulmona-Isernia, in uso unicamente come ferrovia turistica. In passato, la linea garantiva collegamenti regolari con Sulmona, Isernia, L'Aquila, Roma, Pescara e Napoli, ma il servizio ordinario è stato sospeso l'11 dicembre 2011. La riapertura come ferrovia turistica è avvenuta il 17 maggio 2014, ma la stazione di Cansano, soppressa nel dicembre 2002, ha dovuto attendere il 16 luglio 2017 per il suo ripristino. Lungo la stessa linea, nel territorio comunale, è stata realizzata nel 2023 una seconda stazione ferroviaria, la stazione di Cansano Ocriticum, a servizio dell'omonimo parco archeologico.

### Mobilità urbana
Date le ridotte dimensioni dell'abitato, non vi è alcuna forma di mobilità urbana mediante autolinee, mentre i trasporti interurbani di Cansano vengono invece svolti con autoservizi di linea gestiti dalla società TUA.

## Amministrazione
Dalla nascita della Repubblica Italiana si sono contrapposti nella storia politico-amministrativa del comune di Cansano esponenti della Democrazia Cristiana, del Partito Liberale Italiano e del Partito Repubblicano Italiano. Dal 1995, a seguito dell'introduzione dell'elezione diretta del sindaco da parte dei cittadini, avvenuta nel 1993, si sono alternate amministrazioni civiche di centro-destra e centro-sinistra; quest'ultima dal 2020 guida il governo del comune.

### Altre informazioni amministrative
Nel 1904 Cansano fu creato comune autonomo, dipendendo da Campo di Giove dal 1855. Precedentemente, il paese dal 1807 al 1811 fu frazione di Introdacqua, poi da tale anno fino al 1829 fu frazione di Pacentro, godendo quindi di autonomia fino al 1846, quando fu riaggregato a quest'ultimo fino al 1855.
Dal 2008 al 2013 il comune ha fatto parte della comunità montana Peligna (zona F), istituita nel 1975 e con sede a Sulmona; tuttavia continua ad esserne riconosciuto parte integrante, sebbene l'ente abbia mutato il proprio statuto ed operi in regime di commissariamento. Dal 1991 ospita un centro informazioni del parco nazionale della Maiella. Rientra infine tra i comuni che hanno aderito al patto dei sindaci.

## Sport
L'unica associazione sportiva presente è la squadra di calcio dell'ASD Majella United, che ha disputato campionati dilettantistici regionali, nata nel 2018 dalla fusione della precedente società ASD Cansano con quella dell'ASD Campo di Giove, dell'omonima cittadina alle pendici della Maiella confinante con il borgo cansanese.